# 차도살인
차도살인(借刀殺人)이란 남의 칼을 빌려서 사람을 죽인다는 뜻으로, 삼십육계 중 제3계이다.

## 본문
적이명, 우미정, 인우살적, 부자출력, 이손추연.
敵已明、友未定、引友殺敵、不自出力、以損推演。
적이 우리에 대한 공격 의도를 밝혔는데 동맹국은 아직 대응을 결정하지 않았다면, 동맹국이 적을 공격하도록 유도하여 우리 측의 손해를 최소화하라.

## 사례
동맹자나 제삼자가 적을 공격하도록 유도하는 전술이다. 적을 처단해도 아군의 피해는 입지 않는 것을 목표로 한다. 예컨대 적성세력 중 한 국가와 몰래 강화하고 그 조건으로 지금까지 그 나라가 동맹을 맺고 있던 다른 적국을 배후 기습하게 하는 것도 차도살인에 해당한다.
정나라 장공이 회나라를 빼앗으려 할 때, 먼저 회나라 신하들 가운데 용맹하고 우수한 자들에게 벼슬과 토지를 제공하겠다는 내용의 서약서를 날조했다. 그것을 회나라 수도의 성문 밖에 세운 제단 밑에 매장하고 닭의 피를 뿌려 마치 맹세의 의식이 정말 이루어진 것처럼 공작했다. 회나라 군주는 이를 발견하고 서약서에 이름이 올라있는 사람들을 모조리 죽여 버렸다. 장공은 재빨리 회나라를 들이쳐 멸망시켰다.
서기 219년, 촉나라의 관우가 위나라의 번성을 공격했다(번성 전투). 방덕과 우금이 이끄는 위나라 지원군이 관우에게 격퇴되고, 조조는 천도를 검토할 정도로 궁지에 빠졌다. 이때 사마의와 장제가 관우가 다스리는 형주 땅을 분할하는 것을 조건으로 오나라 손권과 동맹하는 것을 제안했다. 위와 동맹한 손권은 관우에게 원한을 가진 미방과 부사인을 포섭하여 관우의 본거지인 강릉을 점령했다. 관우는 부득이 번성에서 철수했지만, 여몽에 의해 관우군 탈영자가 속출, 관우는 형주 공방전 결과 아들 관평과 함께 살해되었다.
1600년 10월 21일 세키가하라 전투에서 도쿠가와 이에야스를 중심으로 한 동군에 회유된 서군의 고바야카와 히데아키가 전투 중에 서군을 배반한 것이 전투의 승패를 결정짓기도 했다.